# برهان جرار
برهان نهاد الحاج إبراهيم جرار واسمه الحركي رشاد الكاسر (وُلد في 29 ديسمبر 1946 في الخليل – تُوفي في 3 فبراير 2017 في جنين) سياسي وبرلماني ومهندس ميكانيكي فلسطيني.

## حياته
وُلد برهان جرار في مدينة الخليل عام 1946 لأسرة من بلدة ميثلون قرب جنين.
كان عضوًا في المجلس التشريعي الفلسطيني الأول بين عامي 1996 و2006 حيث كان قد ترشح في الانتخابات العامة الفلسطينية عام 1996 ممثلًا عن حركة فتح في دائرة محافظة جنين وحصل على 18,608 صوتًا.
اعتمدت اللجنة المركزية لحركة فتح في 29 يناير 2006، قرار المجلس الثوري السادس لحركة فتح الصادر في 7 نوفمبر 2005، اعتبار كل من رشح نفسه للانتخابات التشريعية الفلسطينية الثانية ولم يلتزم بقرارات الحركة، اعتباره خارج صفوف الحركة وأطرها.
في 7 فبراير 2007، قرر أمين سر اللجنة المركزية لحركة فتح فاروق القدومي إعادة الاعتبار التنظيمي لكل من فُصل من الحركة عام 2006 جراء ترشحه خارج كتلة حركة فتح البرلمانية في الانتخابات التشريعية الفلسطينية 2006.